# Scapania cuspiduligera
Scapania cuspiduligera (deutsch Sparriges Spatenmoos oder Scheidiges Spatenmoos) ist eine Lebermoos-Art aus der Familie Scapaniaceae.

## Merkmale
Scapania cuspiduligera bildet gläsern hellgrüne oder selten bräunliche Rasen. Die niederliegenden Pflanzen sind etwa 0,5 bis 1 Zentimeter lang und 1 bis 2,5 Millimeter breit, die Unterseite ist dicht mit Rhizoiden besetzt. Die sparrig abstehenden, das Stämmchen scheidig umfassenden Blätter sind auf ein Viertel ihrer Länge in zwei annähernd gleich große, abgerundete, ganzrandige Lappen geteilt. Der Rand des Unterlappens läuft am Stämmchen herab, die Blattränder sind etwas wellig, ein Blattkiel ist nur schwach ausgebildet. Die Blattzellen haben verdickte Zellecken und sind in der Blattmitte etwa 15 bis 20 Mikrometer groß. Pro Zelle sind etwa 3 bis 5 oder mehr Ölkörper vorhanden.
Die Geschlechterverteilung ist diözisch. Perianthien sind flach und gestutzt, ihre Mündung ist ganzrandig. Sporogone sind unbekannt, die Ausbreitung erfolgt durch Brutkörper, die sehr reichlich in braunen Häufchen an den Blattlappen gebildet werden, sie sind zweizellig und ellipsoidisch oder eiförmig.

## Standorte
Die Art wächst an lichtreichen bis schwach beschatteten, auch nordseitigen, kalkreichen, basischen bis neutralen, frischen bis feuchten Stellen, überwiegend auf Erde, auch auf Gesteinsdetritus, auf übererdetem Gestein oder direkt über Karbonat- und basenreichem Silikatgestein. Die Lebensräume sind Karbonat-Schneeböden, alpine Felsfluren, Kalk-Blockhalden, Lücken von Alpinrasen, Böschungen oder Bach- und Flussufer.

## Verbreitung
Weltweit gibt es Vorkommen in Europa, Asien und Nordamerika. In Europa reicht das Verbreitungsgebiet von den Pyrenäen und den Alpen nordwärts bis Nordeuropa und Spitzbergen.
In Österreich ist die Art in den Hochlagen der Alpen meist verbreitet, in den kalkfreien Teilen der Zentralalpen nur selten oder fehlend, steigt aber in Flusstälern weit herab. Der Lebensraum reicht hier von etwa 350 bis 3000 Metern Höhe. In Deutschland ist die Hauptverbreitung in den Alpen, nur sehr zerstreute Vorkommen gibt es in den Mittelgebirgen.